# D.F.C. in het seizoen 1959/60
Het seizoen 1959/1960 was het zesde jaar in het bestaan van de Dordtse betaaldvoetbalclub D.F.C. De club kwam uit in de Nederlandse Eerste divisie B en eindigde daarin op de tweede plaats. In de nacompetitie voor promotie kwam de club niet verder van de derde plaats.

## Wedstrijdstatistieken

### Eerste divisie B
|       | AGOVV | Alkmaar '54 | DHC   | De Graafschap | Eindhoven | Go Ahead | Helmondia '55 | Heracles | Hermes DVS | Leeuwarden | Limburgia | RBC   | RCH   | SHS   | VSV   | ZFC   |
| ----- | ----- | ----------- | ----- | ------------- | --------- | -------- | ------------- | -------- | ---------- | ---------- | --------- | ----- | ----- | ----- | ----- | ----- |
| Thuis | 3 – 1 | 0 – 0       | 2 – 4 | 3 – 2         | 4 – 1     | 5 – 1    | 6 – 1         | 1 – 1    | 3 – 0      | 4 – 1      | 1 – 1     | 2 – 0 | 2 – 1 | 2 – 0 | 4 – 0 | 3 – 0 |
| Uit   | 4 – 1 | 2 – 0       | 2 – 2 | 1 – 3         | 3 – 2     | 1 – 1    | 3 – 3         | 1 – 2    | 0 – 3      | 3 – 0      | 0 – 1     | 2 – 2 | 5 – 1 | 2 – 2 | 1 – 3 | 2 – 0 |

### Nacompetitie voor promotie
| Nacompetitie                                                                                             | D.F.C.                                                            | 4 – 0 (3 – 0) | Vitesse                                                    |
| 26 mei 1960 Plaats: Dordrecht Krommedijk Toeschouwers: 8.000 Scheidsrechter: Leo Horn                    | Jan van Sluijsdam 13' Ad van Lent 15' (e.d.) Hans de Vos 33', 78' |               |                                                            |
| Nacompetitie                                                                                             | NOAD                                                              | 2 – 1 (0 – 0) | D.F.C.                                                     |
| 29 mei 1960 Plaats: Tilburg Gemeentelijk Sportpark Toeschouwers: 12.000 Scheidsrechter: Joop Martens     | Nico de Bruijn 66' Frits Louer 87'                                |               | 84' Wim de Kreek                                           |
| Nacompetitie                                                                                             | VSV                                                               | 3 – 0 (1 – 0) | D.F.C.                                                     |
| 1 juni 1960 Plaats: Velsen Schoonenberg Toeschouwers: 6.000 Scheidsrechter: Wim Beltman                  | Cor van der Hijden 5', 56' Ger Farenhorst 88'                     |               |                                                            |
| Nacompetitie                                                                                             | D.F.C.                                                            | 5 – 0 (1 – 0) | VSV                                                        |
| 6 juni 1960 Plaats: Dordrecht Krommedijk Toeschouwers: 6.500 Scheidsrechter: André La Croix              | Wim de Kreek 36', 47', 58', 77' Koos Schaap 76'                   |               |                                                            |
| Nacompetitie                                                                                             | Vitesse                                                           | 1 – 1 (1 – 1) | D.F.C.                                                     |
| 12 juni 1960 Plaats: Arnhem Nieuw-Monnikenhuize Toeschouwers: 18.000 Scheidsrechter: Andries van Leeuwen | Ben Snelders 27'                                                  |               | 3' Jan de Jager                                            |
| Nacompetitie                                                                                             | D.F.C.                                                            | 2 – 3 (1 – 1) | NOAD                                                       |
| 19 juni 1960 Plaats: Dordrecht Krommedijk Toeschouwers: 11.000 Scheidsrechter: Dirk van Male             | Bertus Los 33' Joop van Linstee 77'                               |               | 17' Jan Rombout 53' Johnny van der Velde 82' Tini van Osch |

## Statistieken D.F.C. 1959/1960

### Eindstand D.F.C. in de Nederlandse Eerste divisie B 1959 / 1960
| Stand | Gespeeld | Gewonnen | Gelijk | Verloren | Punten | Doelpunten voor | Doelpunten tegen |
| ----- | -------- | -------- | ------ | -------- | ------ | --------------- | ---------------- |
| 2e    | 32       | 17       | 8      | 7        | 42     | 71              | 46               |

### Topscorers
| #                    | Naam              | Goal |
| -------------------- | ----------------- | ---- |
| 1.                   | Hans de Vos       | 20   |
| 2.                   | Wim de Kreek      | 17   |
| 3.                   | Jan de Jager      | 11   |
| 4.                   | Joop van Linstee  | 7    |
| 5.                   | Jan van Sluijsdam | 6    |
| 6.                   | Freek Bellaard    | 3    |
| 7.                   | Adrie van Dongen  | 1    |
| 7.                   | Hennie Hollink    | 1    |
| 7.                   | Piet Meeusen      | 1    |
| 7.                   | Koos Schaap       | 1    |
| 7.                   | Arie Schoon       | 1    |
| 7.                   | Jas Boor          | 1    |
| Onbekende doelpunten |                   |      |
| –                    | Onbekend          | 1    |
| Totaal               | Totaal            | 71   |

| #              | Naam                  | Goal |
| -------------- | --------------------- | ---- |
| 1.             | Wim de Kreek          | 3    |
| 2.             | Hans de Vos           | 2    |
| 3.             | Jan de Jager          | 1    |
| 3.             | Joop van Linstee      | 1    |
| 3.             | Bertus Los            | 1    |
| 3.             | Koos Schaap           | 1    |
| 3.             | Jan van Sluijsdam     | 1    |
| Eigen doelpunt |                       |      |
| –              | Ad van Lent (Vitesse) | 1    |
| Totaal         | Totaal                | 13   |